# Ruuttijärvi (Pajala socken, Norrbotten, 748624-180228)
Ruuttijärvi är en sjö i Pajala kommun i Norrbotten och ingår i Torneälvens huvudavrinningsområde.